# Кичевска българска община
Кичевската българска община е гражданско-църковно сдружение на българите екзархисти в Кичево, Османската империя, съществувало от XIX век до 1913 година, когато е закрита след Междусъюзническата война от новите сръбски власти.

## История
Според отец Тома Николов българската община в Кичево е призната през есента на 1872 година. Председател е поп Тома от Поповяни, а за членове са избрани Яким Стършенов, бояджия и църковен певец, Янко Гъргов, Иван Бунгуров и други. Поп Тома обаче скоро е отровен от гръцки лекар по поръка на владиката Антим Дебърски, който след като общината остава без водач успява да се наложи обратно на населението с помощта на османските власти.
В началото на 1875 година общината отново е организирана с разрешение на новоназначения битолски валия Мехмед Теефет паша. В общината влизат свещеник Димитър Брушков, председател, Иван Бунгуров, Цветан Стършенов, Илия Подвижанец, Илия Боженов, Христо Коренков от Чифлик и Марко Трайчев.
В края на XIX век българската община е най-силната в града от трите православни - по данни на секретаря на екзархията Димитър Мишев („La Macédoine et sa Population Chrétienne“) в 1905 година в Кичево има 1440 българи екзархисти, 32 българи патриаршисти гъркомани и 32 българи патриаршисти сърбомани. До август 1892 година председател на общината е отец Христо Телятинов. Той е заменен от отец Иван Попкръстев, а секретар на общината е йеродякон Йосиф Пречистански. По-късно същата година секретар на общината става учителят Иван Нелчинов. Съветници в общината са свещеник Димитър, Насте Бунгуров, Кале Стоянов също и църковно-училищен настоятел, Цветан Стършенов, също и певец, учил при Иван Генадиев, Илия Кузманов, също и църковно-училищен настоятел, Христо Каренков, Илия Божинов и Яким Бабов. Основен проблем пред общината в края на века е собствеността върху църквата „Св. св. Петър и Павел“, която е в ръцете на влашката гъркоманска община. В 1893 година Бунгуров и Нелчинов дори я изгарят. В началото на XX век комисията за спорните църкви предава новата църква на българите.
В писмо от 15 декември 1908 година председателят на Кичевската българска община Тодор Поповски моли Екзархията от името на общината да се назначи български лекар в Кичевско, тъй като практикуващият турски лекар в Кичево не успява да осигури медицинска помощ навреме, което кара българите да пътуват чак до Битоля за лекар. В писмото се споменава още, че назначаването на български лекар в града „ще спомогне не само в санитарно отношение, но и за повдигане престижа на българщината в този край.“
Председатели на общината
| Име              | Години      |
| ---------------- | ----------- |
| Тома Поповянски  | 1872        |
| Димитър Брушков  | 1875 - ?    |
| Христо Телятинов | ? – 1892    |
| Иван Попкръстев  | 1892 – ?    |
| Тома Николов     | 1899        |
| Иван Попкръстев  | 1899 – ?    |
| Тодор Поповски   | към 1908    |
| Иларион Нишавски | 1910 – 1913 |